# Vorbeck
Vorbeck ist eine Gemeinde im Landkreis Rostock in Mecklenburg-Vorpommern (Deutschland). Die Gemeinde wird vom Amt Schwaan mit Sitz in der Stadt Schwaan verwaltet.

## Geografie
Die Gemeinde Vorbeck liegt auf einer leichten Anhöhe am linken Warnowufer, etwa drei Kilometer von der Stadt Schwaan entfernt.
Zu Vorbeck gehört der Ortsteil Kambs, der am 1. April 1937 eingemeindet wurde.
Umgeben wird Vorbeck von den Nachbargemeinden Schwaan im Norden, Kassow im Südosten, Zepelin im Süden, Bützow im Südwesten sowie Klein Belitz im Westen.

## Sehenswürdigkeiten
Die gotische Backsteinkirche in Kambs wurde um 1260 erbaut. Der quadratische Chor und die Nordsakristei stammen noch aus dieser Zeit. 1862/63 wurden Langschiff und Turm im neogotischen Stil neu errichtet.
Weitere Sehenswürdigkeiten in Kambs sind das um 1860 errichtete Pfarrhaus sowie das aus dem Jahr 1923 stammende ehemalige Gutshaus mit Parkanlage.
→ Siehe auch Liste der Baudenkmale in Vorbeck

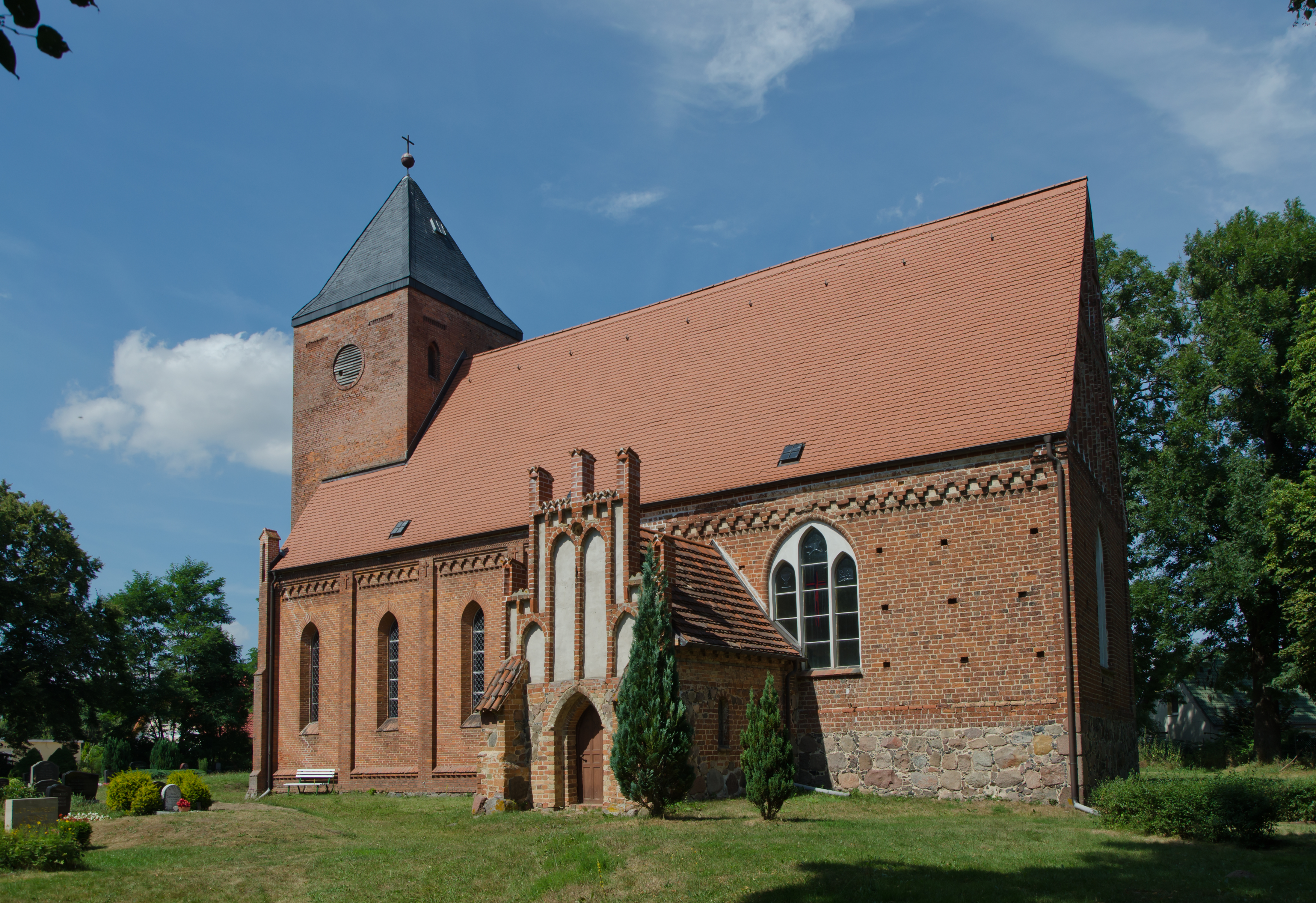
Kirche in Kambs
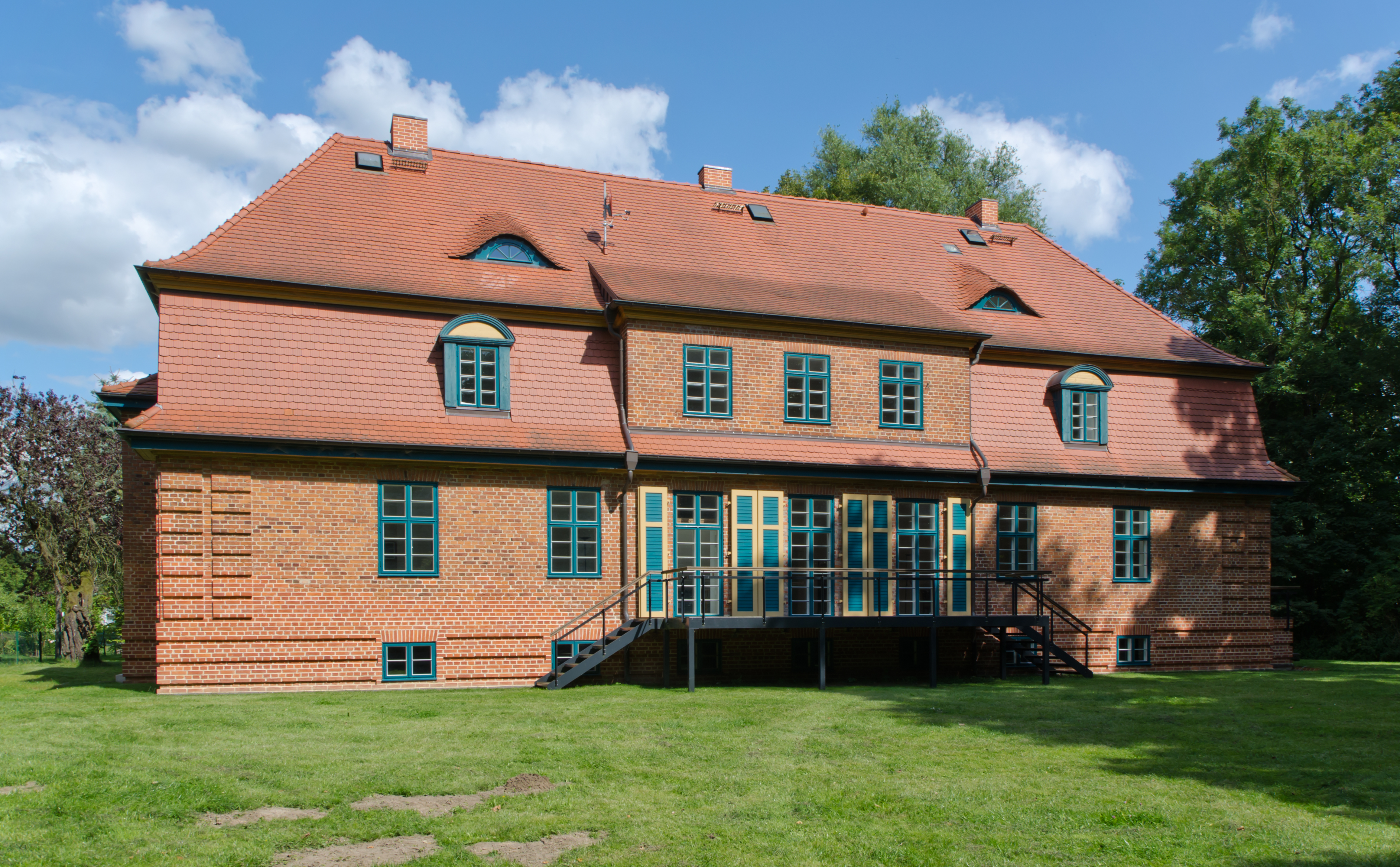
Gutshaus im Ortsteil Kambs
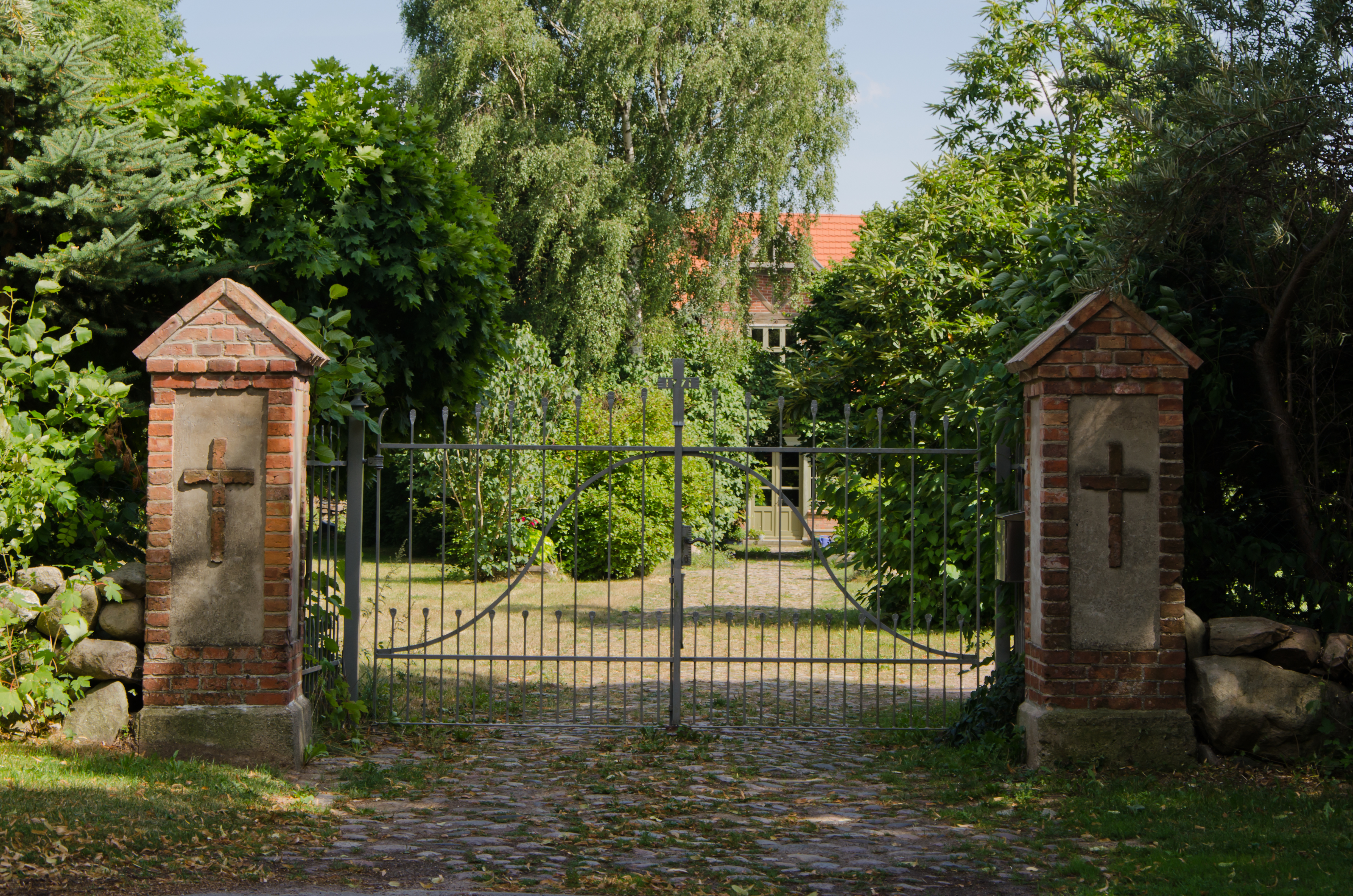
Zufahrt zum Pfarrhaus

## Verkehrsanbindung
Vorbeck liegt an der Landesstraße 133, die von Selow nach Schwaan führt. Der nächste Bahnhof befindet sich in Schwaan.

## Belege
1. ↑  Statistisches Amt M-V – Bevölkerungsstand der Kreise, Ämter und Gemeinden 2023 (XLS-Datei) (Amtliche Einwohnerzahlen in Fortschreibung des Zensus 2011) (Hilfe dazu).